# Lacha (Álava)
Lacha es un despoblado que actualmente forma parte de la localidad de Barría, del concejo de Narvaja y parte del concejo de Aspuru, situados en el municipio de San Millán, en la provincia de Álava, País Vasco (España).

## Toponimia
A lo largo de los siglos también ha sido conocido con el nombre de Alacha y Laacha.

## Historia
Documentado desde 1262, hasta principios del siglo XIX estaba unido a Barría. Posteriormente pasó a formar parte de San Millán.
Aparece descrito en el primer volumen del Diccionario geográfico-estadístico-histórico de España y sus posesiones de Ultramar de Pascual Madoz de la siguiente manera:

ALACHA: desp. en la prov. de Alava, del part. jud. de Salvatierra y felig. de Sta. Maria de Barria (V.) Consta que existió un privilegio de D. Alonso XI dado en Búrgos en 1345 por el de pechos, derechos, fonzaderas etc. á la abadesa y manast. de Barria, y á sus l. de Aguirre y Alacha: aun se conserva su nombre en un molino. (V. Barria, Sta. Maria de).
(Madoz, 1845, p. 175)

Actualmente sus tierras son conocidas con el topónimo de Latxa.